# Silnik kafelkowy
Silnik kafelkowy, mapa kafelkowa – informatyczna technologia generowania map przez wielokrotne wykorzystanie grupy małych grafik w celu zaoszczędzenia pamięci RAM oraz przyśpieszenia prędkości renderowania obrazu.

## Historia
W początkowych okresach rozwoju gier niskie wykorzystanie pamięci RAM świadczyło o sukcesie silnika graficznego. Mapy kafelkowe znacznie ułatwiły osiągnięcie tego celu. Jeżeli dana przestrzeń mapy jest powtarzalna (jak np. łąka z trawą), dużo bardziej ekonomicznym rozwiązaniem jest przechowanie małej grafiki i duplikowanie jej, niż wykorzystywanie znacznie większej ilości pamięci do zapisania całego obszaru. Technologia ta zaczęła być szeroko wykorzystywana w konsolach 8 oraz 16 bitowych. Przykładami tego typu gier są The Legend of Zelda, Pokemon czy Tibia.

## Zasada działania
Typowa mapa kafelkowa zawiera dwuwymiarową tablicę z wskaźnikami do obiektów kafelkowych. Tego typu obiekty przechowują informacje takie jak: typ terenu, możliwość poruszania się po nim, czy wejście zadaje obrażenia itp. oraz adres grafiki która ma być wyrenderowana. Kafelki są zazwyczaj prostymi kształtami geometrycznymi. Najpopularniejsze to: kwadrat, romb i sześcian